# 彼得·米切尔
彼得·丹尼斯·米切尔，FRS（1920年9月29日—1992年4月10日），英国生物化学家，1978年因为化学渗透理论建立了公式而获得诺贝尔化学奖。